# Sky Tower Hotel (Aarhus)
|  | Fremtidig bygning Denne artikel omhandler en bygning, der er under opførelse. Det er derfor muligt, at indholdet er af spekulativ natur, og ligeledes, at indholdet kan ændre sig markant efterhånden som flere oplysninger bliver tilgængelige. |

 Der er flere lokaliteter med dette navn, se Sky Tower.
Sky Tower Hotel er et højhusprojekt i 18 etager ved Ikea-rundkørslen i Skejby, Aarhus. Selskabet bag byggeriet er N.A. Skejby og arkitekterne er det aarhusianske arkitektfirma Luplau & Poulsen. Højhuset kommer til at bestå af en hotel- og konferencedel. Der vil i forbindelse med projektet blive skabt nye vej- og cykelstier og rejst 71 træer i Sky Towers område.
Projektet blev sat i offentlig høring og godkendt efter flere år af magistraten, mandag d. 12. april 2021. Det sendes nu videre til endelig behandling i Aarhus Byråd.